# Holdemar Menezes
Holdemar Menezes (13 decembrie, 1921 - 19 august, 1996) a fost un scriitor brazilian.

## Opere
- Os Eleitos Para o Sacrifício
- Kafka – O Outro
- O Barco Naufragado
- A Sonda Uretral
- A Maçã Triangular
- Os Residentes
- A Vida Vivida
- A Coleira de Peggy